# Francisco Fariñas
Francisco Fariñas (2 aprile 1948) è un ex calciatore cubano, di ruolo attaccante.

## Carriera
Con la Nazionale cubana ha partecipato alle Olimpiadi del 1976.